# Hwarang

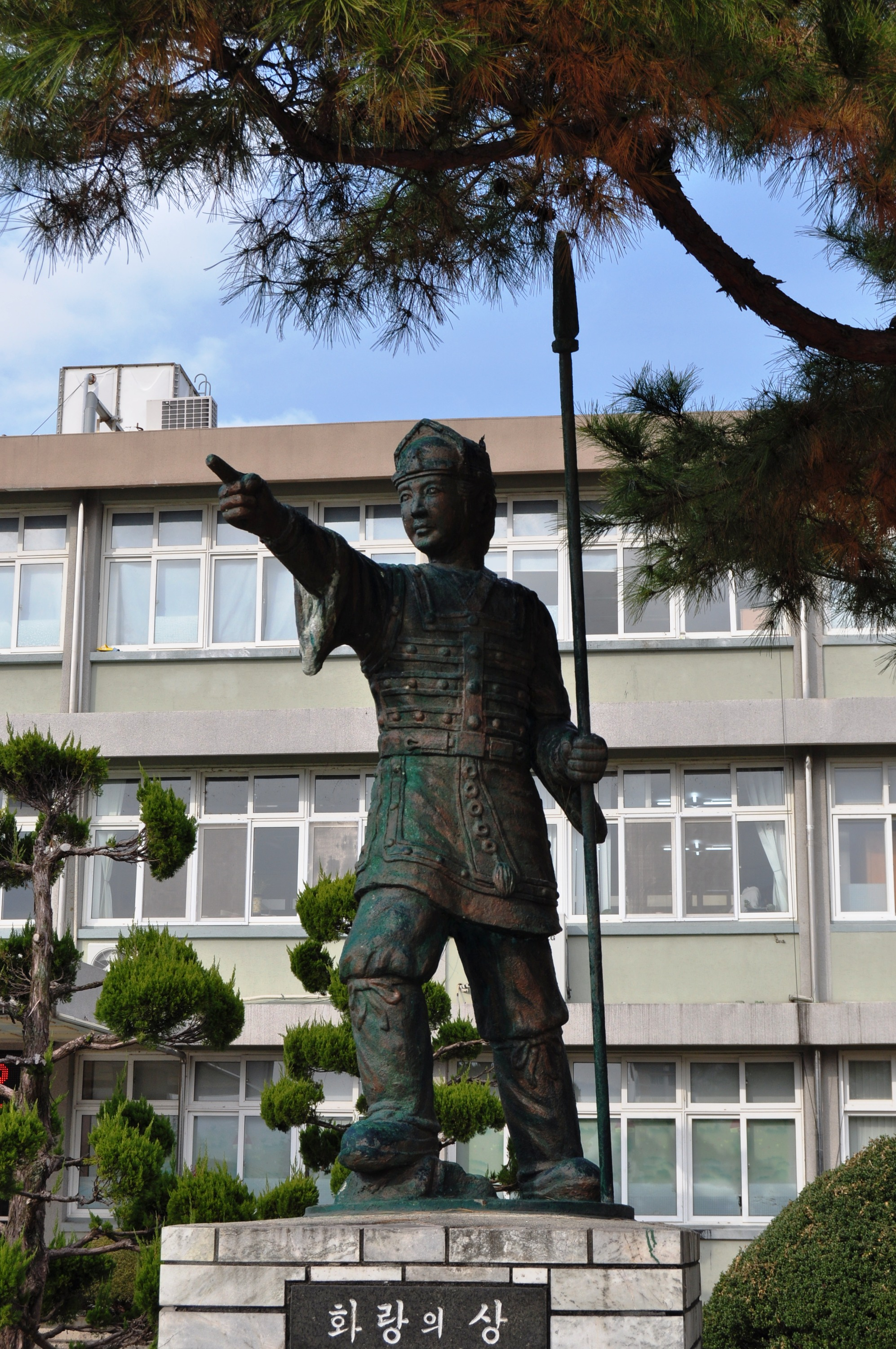
Hwarang-Statue in einer koreanischen Mittelschule

Die Hwarang (koreanisch 화랑 [hwaraŋ], wörtlich „Blumenknaben“) waren eine Organisation in dem koreanischen Reich Silla. Sie entstand unter der Herrschaft von König Jinheung (진흥왕, 眞興王, 540–576) und war für die Bildung der aristokratischen Jugend zuständig.
Aus den Hwarang gingen viele bedeutende Persönlichkeiten hervor, die ihre erworbenen Fähigkeiten in den Bereichen Politik, Wissenschaft und Militär unter Beweis stellten.

## Bezeichnung
Das koreanische Wort Hwarang (화랑 [hwaraŋ]) setzt sich zusammen aus den Silben und Schriftzeichen 화 (花 hwa = Blume, Blüte) und 랑 (郞 rang = junger Mann). 
Es wird manchmal auch als Suffix in offiziellen Silla-Titeln benutzt. Das Samguk Yusa unterscheidet zwischen männlichen und weiblichen Hwarang. Durch den Austausch des zweiten Buchstabens ändert sich das Geschlecht. Fälschlicherweise wird Hwarang auch als „Blüte der Jugend“ übersetzt, was jedoch grammatikalisch sowie semantisch nicht richtig ist.
Volkstümlich wurden die Hwarang auch Hyangdo („Strahlende Jünger“) genannt.

## Ursprung

### Wonhwa als Vorläufer
Viele Gelehrte sehen die Wonhwa  (Hangul 원화, Hanja 源花 auch 原花) als einen Vorgänger der Hwarang. Die Wonhwa wurden wie auch die Hwarang von König Jinheung gegründet, um das Königreich der Silla zu schützen und weiterzuentwickeln. Den Werken Samguk Sagi und Samguk Yusa zufolge waren die Wonhwa sowohl Führungspersonen als auch ein Bund. Das Besondere an den Wonhwa war, dass es sich um weibliche Führungspersonen handelte.
Die ersten Wonhwa waren Nammo (南毛) und Chunjong (俊貞). Mit dem Ziel, junge talentierte Personen für den Hof auszusuchen, wurden Bürger zusammengerufen, um sie bei Spielen sowie Tänzen zu observieren. Im Zuge dieser Versammlung wurden die jungen Frauen Nammo und Chunjong auserwählt und von dem König Jinheung zu Wonhwa ernannt. Innerhalb kürzester Zeit hatten sie eine Gefolgschaft von mehreren hundert Anhängern. Da Nammo und Chunjong immer mehr konkurrierten und sich mit Missgunst begegneten, war die Existenz der Wonhwa nur von kurzer Dauer. Die Situation spitzte sich so weit zu, bis Chunjong „Nammo in ihr Haus lockte, mit Wein verführte, bis sie betrunken war, und sie letzten Endes von Chunjong in einen reißenden Strom gestoßen wurde, welcher sie tötete“. Dieser vorsätzliche und gewaltsame Akt führte zu der Hinrichtung von Chunjong und der Auflösung der verbliebenen Gefolgsleute der Wonhwa.

### Hintergrund
Im Jahr 520 führte König Beopheung eine chinesische Reform ein und formalisierte das Golpumjedo (골품제도) oder auch Knochenrang-System, welches die Grundlage für die Kim-Dynastie bildete. Um Teil der Hwarang zu werden, musste man den wahren Knochenrang, Jingol (진골, 眞骨), im Knochenrangsystem der Aristokraten innehaben. 527 nach Christus riefen die Silla den Buddhismus als Staatsreligion aus.
Im Samguk Yusa ist zu lesen, dass König Jinheung (진흥왕, 眞興王, 540–576) sich um die aktuelle Stärke und Sicherheit des Landes sorgte. Dies lag daran, dass das Königreich Silla von den angrenzenden Königreichen Baekje und Goguryeo angegriffen wurde.
Als der Königshof anfing, seine Kontrolle über die Bürger auszuweiten, wurden die Hwarang als Bindeglied zwischen den Aristokraten und den Bürgern eingeführt. Sie sollten die Lücke füllen, welche die Wonwha hinterlassen hatten.

## Traditionen und Praktiken
Die Besonderheit der Hwarang war die Prägung durch eine Vielzahl verschiedener Religionen und Philosophien, so etwa dem Buddhismus, Daoismus, Konfuzianismus und dem Schamanismus. Ein Beleg dafür ist der Kern ihrer Ideale, nämlich die „fünf weltlichen Gebote“ des buddhistischen Mönches Wongwang. Diese weisen sowohl Verbindungen zum Konfuzianismus als auch zum Buddhismus auf, da Loyalität und Pietät Grundaussagen der konfuzianistischen Lehre sind. Die fünf Gebote lauten:
- Treue und Loyalität dem König gegenüber (事君以忠; 임금은 충성으로써 섬겨야 한다)
- Pietät den Eltern gegenüber (事親以孝; 어버이를 효도로써 섬겨야 한다)
- Treue in der Freundschaft (交友以信; 벗은 믿음으로써 사귀어야 한다)
- kein Zurückweichen im Kampf (臨戰無退; 전쟁에 임하여 물러나지 아니하여야 한다)
- kein mutwilliges Töten (殺生有擇; 함부로 살생을 하지 말아야 한다)

Kim Taemun (金大問), ein Autor aus der Zeit von Königin Seondeok (聖德), hielt in seinem Hwarang Segi fest: „Die Silla suchten anständige Söhne von noblen Familien und schmückten sie mit Kosmetik und feinen Kleidern und nannten sie Hwarang. Die Bürger ehrten sie und dienten ihnen.“
Der Einfluss der verschiedenen Traditionen lässt sich auch in der Ausführung der Gebräuche der Hwarang erkennen, da sie regelmäßig zu heiligen Bergen und Flüssen pilgerten, um dort geschminkt und in langen Gewändern für den Frieden und den Schutz ihrer Nation zu beten. In der Liebe zur Natur spiegelt sich auch die Rolle des Daoismus wider. Die Kosmetik, die langen Gewänder sowie die Rituale in der freien Natur lassen eine starke Verbindung der Hwarang zum Schamanismus erkennen.
Der genaue Lehrplan ist nicht bekannt; es wird jedoch überliefert, dass auch das Tanzen und Singen ein wesentlicher Bestandteil waren. Zur Ausbildung gehörte Geschichte und Philosophie, die Rezitation von Gedichten, Instrumentalmusik und Gesang.
Der wichtigste Aspekt ihrer Ausbildung war jedoch der militärische. In Friedenszeiten trainierten sie ihre Fähigkeiten, und in Kriegszeiten kämpften die Hwarang an vorderster Front. Die Hwarang des späteren sechsten und siebten Jahrhunderts wurden in der Reitkunst, Schwertkunst sowie an Wurfspeeren und Steinschleudern geschult.

## Rezeption
Nach den Hwarang ist die 8. Hyeong des traditionellen Taekwondo benannt worden.
2016 wurde die südkoreanische Fernsehserie Hwarang ausgestrahlt.